# 제21회 유럽 영화상
제21회 유럽 영화상은 2008년 12월 6일에 열린 시상식이다.

## 수상 및 후보

### 유러피안 작품상
- 고모라 - 마테오 가로네 수상
- 일 디보 - 파올로 소렌티노
- 클래스 - 로랑 캉테
- 해피 고 럭키 - 마이크 리
- 오퍼나지 - 비밀의 계단 - 후안 안토니오 바요나
- 바시르와 왈츠를 - 아리 폴만

### 유러피안 디스커버리상
- 헝거 - 스티브 맥퀸 수상
- 스노우 - 아이다 베기츠
- TATIL KITABI - Seyfi Teoman
- 툴판 - 세르게이 드보르세보이

### 유러피안 감독상
- 고모라 - 마테오 가로네 수상
- 클래스 - 로랑 캉테
- 우리도 사랑한다 - 안드레아스 드레센
- 바시르와 왈츠를 - 아리 폴만
- 헝거 - 스티브 맥퀸
- 일 디보 - 파올로 소렌티노

### 유러피안 여우주연상
- 당신을 오랫동안 사랑했어요 - 크리스틴 스콧 토마스 수상
- 레몬 트리 - 히암 압바스
- 로나의 침묵 - 아르타 도브로시
- 해피 고 럭키 - 샐리 호킨스
- 오퍼나지 - 비밀의 계단 - 벨렌 루에다
- 우리도 사랑한다 - 우슐라 베르너

### 유러피안 남우주연상
- 고모라 - 토니 세르빌로 수상
- 헝거 - 마이클 패스벤더
- 플레임 & 시트런 - 매즈 미켈슨
- 어톤먼트 - 제임스 맥어보이
- 디 벨레 - 위르겐 포겔
- 사랑 후에 남겨진 것들 - 엘마 웨퍼

### 유러피안 각본상
- 고모라 - 우고 치티 외5명 수상
- 레몬 트리 - 에란 리클리스 외1명
- 바시르와 왈츠를 - 아리 폴만
- 일 디보 - 파올로 소렌티노

### 유러피안 촬영상
- 고모라 - Marco Onorato 수상
- 일 디보 - Luca Bigazzi
- 오퍼나지 - 비밀의 계단 - Oscar Faura
- 몽골 - 로지어 스토퍼스 외1명

### 유러피안 음악상
- 바시르와 왈츠를 - Max Richter 수상
- 모스크바, 벨기에 - Tuur Florizoone
- 어톤먼트 - 다리오 마리아넬리
- 오퍼나지 - 비밀의 계단 - Fernando Vel?quez

### 유럽영화아카데미 우수상
- 카틴 - Magdalena Biedrzycka (의상) 수상

### 유럽영화아카데미 비평상
- 생선 쿠스쿠스 - 압델라티프 케시시 수상

### 유럽영화아카데미 다큐멘터리상
- 르네 - 헬레나 트레슈티코바 수상
- Durakovo - 니노 커타즈
- 파두 - 카를로스 사우라
- KINDER. WIE DIE ZEIT VERGEHT - Thomas Heise
- LA MERE - Antoine Cattin 외1명
- 맨 온 와이어 - 제임스 마쉬
- 안데스 산맥 조난기 - 곤잘로 아리온
- OBCAN VACLAV HAVEL - Pavel Koutecky 외1명
- PYHAN KIRJAN VARJO - Arto Halonen
- THE DICTATOR HUNTER - Klaartje Quirijns

### 관객상
- 해리 포터와 불사조 기사단 - 데이빗 예이츠 수상
- 템플 기사단 - 피터 플린스
- 어톤먼트 - 조 라이트
- 벤 엑스 - 닉 발샤자
- 비앙베누 쉐 레 티스 - 대니 분
- 디 벨레 - 데니스 간젤
- 오퍼나지 - 비밀의 계단 - 후안 안토니오 바요나
- 함께 있을 수 있다면 - 클로드 베리
- 귀 없는 토끼 - 틸 슈바이거
- 몽골 - 세르게이 보드로프
- 알.이.씨 - 하우메 발라게로
- 새턴 인 오퍼지션 - 페르잔 오즈페텍

### 유럽영화아카데미 단편영화-UI
- 프랭키 - 다렌 쏜톤 수상
- 콘택트 - 한로 스미츠만
- The Apology Line - 제임스 리스
- UN BISOU POUR LE MONDE - Cyril Paris
- PROCRASTINATION - Johnny Kelly
- JOY - 조 롤러 외1명
- 피어스 시스터즈 - 루이스 쿡
- TIME IS RUNNING OUT - Marc Reisbig
- 불 - 라일라 파칼니나
- 투 버드 - 루나 루나슨
- 러브 유 모어 - 샘 테일러-존슨
- TOLERANTIA - Ivan Ramadan
- DE ONBAATZUCHTIGEN - Koen Dejaegher
- TURELEM - 라즐로 네메스